# Greg Daniels
Pour les articles homonymes, voir Daniels.
Greg Daniels est un scénariste, producteur et réalisateur américain.
Il est surtout connu pour avoir développé l'adaptation américaine de The Office de Ricky Gervais pour la chaîne NBC. Il a aussi créé les séries Les Rois du Texas, Parks and Recreation, Upload et Space Force. Il a également participé à l'écriture du Saturday Night Live, des Simpsons et de Seinfeld.

## Filmographie

### Scénariste

#### PourLes Simpson
| Année | Titre                                               | Titre original                                    | Saison | Épisode | Réalisateur     |
| ----- | --------------------------------------------------- | ------------------------------------------------- | ------ | ------- | --------------- |
| 1993  | Simpson Horror Show IV - Homer Simpson et le Diable | Treehouse of Horror - The Devil and Homer Simpson | 5      | 5       | David Silverman |
| 1994  | Le Blues d'Apu                                      | Homer and Apu                                     | 5      | 13      | Mark Kirkland   |
| 1994  | Les Secrets d'un mariage réussi                     | Secret of a Successful Marriage                   | 5      | 22      | Carlos Baeza    |
| 1994  | Simpson Horror Show V - Temps et châtiments         | Treehouse of Horror V - Time and Punishment       | 6      | 6       | Jim Reardon     |
| 1994  | Pervers Homer                                       | Homer Badman                                      | 6      | 9       | Jeffrey Lynch   |
| 1995  | Le Mariage de Lisa                                  | Lisa's Wedding                                    | 6      | 19      | Jim Reardon     |
| 1995  | Bart vend son âme                                   | Bart Sells His Soul                               | 7      | 4       | Wes Archer      |
| 1996  | 22 courts-métrages sur Springfield                  | 22 Short Films About Springfield                  | 7      | 21      | Jim Reardon     |

#### Autre
- 1985-1987 : Not Necessarily the News (8 épisodes)
- 1987 : The Wilton North Report (en)
- 1987-1990 : Saturday Night Live (53 épisodes)
- 1992 : Best of Saturday Night Live: Special Edition
- 1992 : Seinfeld (1 épisode)
- 1996 : The Dana Carvey Show (1 épisode)
- 1997-2010 : Les Rois du Texas (créateur)
- 1998 : Saturday Night Live: The Best of Phil Hartman
- 2000 : Monsignor Martinez
- 2000 : Un petit brin de vie (Life's Too Short)
- 2005-2013 : The Office (15 épisodes)
- 2009-2013 : Parks and Recreation (créateur)
- 2012 : Friday Night Dinner
- 2020 : Upload (série Prime Video) (créateur)
- 2020 : Space Force (série Netflix) (créateur)

### Réalisateur
- 2005-2012 : The Office (13 épisodes)
- 2009 : Parks and Recreation (3 épisodes)
- 2020 : Upload (série Prime Video) (2 épisodes)

### Producteur
- 1993-1998 : Les Simpson (82 épisodes)
- 1997-2009 : Les Rois du Texas (218 épisodes)
- 2000 : Monsignor Martinez
- 2000 : Un petit brin de vie (Life's Too Short)
- 2005-2013 : The Office (176 épisodes)
- 2009-2015 : Parks and Recreation (86 épisodes)
- 2012 : Friday Night Dinner
- 2020 : Space Force (série Netflix)

### Acteur
- 2005 : The Office : le voisin de Michael (1 épisode)

## Distinctions
- Primetime Emmy Awards : récompensé à 5 reprises